# ヨウツセノ
ヨウツセノ（Joutseno）は、フィンランド、南スオミ州南カルヤラ県にかつて存在した自治体。2009年1月1日にラッペーンランタと合併して消滅した。
サイマー湖の南岸に位置し、牧歌的なカルヤラの森に囲まれている。ラッペーンランタとイマトラの中間にあり、ヴィボルグ・ヨエンスー鉄道（カレリア鉄道）や国道6号線が通じている。パルプ工業や化学工業が主な産業である。1918年に設置されたKonnunsuon刑務所は2011年に廃止された。

## 観光名所
- 歴史博物館 (The Local History Museum)
- ヨウツセノ教会 (Joutseno Church)
- 南カレリア自動車博物館 (South Karelian Motor Museum)
- コルピケイダス動物園 The Domestic Animal Park of Korpikeidas
- The storm monument by the library
- Lake Ahvenlampi
- The ski-jumping tower by Ahvenlampi
- The Myllymäki skiing center